# Ambrosi Maria Busquets Creixell
Ambrosi Maria Busquets Creixell (Torroella de Montgrí, 7 de juny de 1903 - 19 d'agost de 1936) fou un monjo benedictí del Monestir de Montserrat. Fou beatificat el 13 d'octubre de 2013.